# Ozero Arlejko
Ozero Arlejko (ryska: Озеро Арлейко) är en sjö i Belarus.   Den ligger i voblasten Vitsebsks voblast, i den nordöstra delen av landet, 250 km nordost om huvudstaden Minsk. Ozero Arlejko ligger 147 meter över havet. Arean är 0,25 kvadratkilometer. Den ligger vid sjön Vozera Vymna. Den sträcker sig 0,8 kilometer i nord-sydlig riktning, och 0,7 kilometer i öst-västlig riktning.
I omgivningarna runt Ozero Arlejko växer i huvudsak blandskog. Runt Ozero Arlejko är det ganska tätbefolkat, med 60 invånare per kvadratkilometer.